# Mé srdce je Zimmer frei
Mé srdce je Zimmer frei je černá hudební komedie Jiřího Suchého (hudba, libreto, texty písní) a Jiřího Justa (libreto) s prvky satiry. Premiéra proběhla 29. dubna 1997 v divadle Semafor.

## Děj
Pár českých podnikatelů navštíví německý host, kterému kdysi patřil jejich dům. Všem nástrahám, které na něj manželé přichystají, se německý turista nakonec ubrání a příběh končí happy endem.

## Obsazení
| Václav Kopta    | metař            |
| Jiří Just       | Kurt Wagenknecht |
| Jitka Molavcová | Blažena Kalábová |
| Jiří Suchý      | Spytihněv Kaláb  |

## Seznam písní
- Mám tě dost
- Kapela hrála valčík
- Bludný blues
- Máme se rádi
- Proč v noci sním
- Uplynula řada let
- Když je doba zlá
- Válka je dobrodružná pohádka
- Mé srdce je Zimmer frei